# It's My Life (musikalbum)
It's My Life är det brittiska bandet Talk Talks andra studioalbum, utgivet 1984. Albumet klättrade med tiden på topplistorna i Tyskland, Nederländerna och Frankrike. Till god hjälp var singlarna "It's My Life" och "Such a Shame". 
Albumet skrevs till största delen av Mark Hollis men ett viktigt tillskott var musikern Tim Friese-Greene som skrev två låtar tillsammans med Hollis. Detta samarbete kom sedan att fortsätta på de tre kommande albumen. 

## Låtlista
| Nr | Titel                 | Kompositör                     | Längd |
| -- | --------------------- | ------------------------------ | ----- |
| 1. | Dum Dum Girl          | Mark Hollis, Tim Friese-Greene | 3:51  |
| 2. | Such a Shame          | Hollis                         | 5:42  |
| 3. | Renée                 | Hollis                         | 6:22  |
| 4. | It's My Life          | Hollis, Friese-Greene          | 3:52  |
| 5. | Tomorrow Started      | Hollis                         | 5:57  |
| 6. | The Last Time         | Hollis, Ian Curnow             | 5:57  |
| 7. | Call In The Night Boy | Hollis, Simon Brenner          | 3:47  |
| 8. | Does Caroline Know?   | Hollis                         | 4:40  |
| 9. | It's You              | Hollis                         | 4:41  |